# 陈小前
陈小前（1975年9月—），男，湖南双峰人，中国空间飞行器总体设计与系统控制专家，中国人民解放军军事科学院党委常委、副院长、研究员，中国科学院院士。